# اوربیتال مولکولی

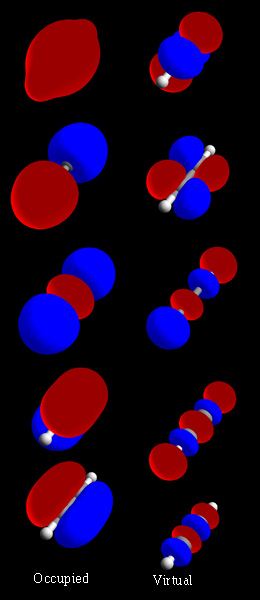
نمایی از مجموعه اوربیتال مولکولی کامل استیلن (H–C≡C–H). ستون سمت چپ اوربیتال مولکول‌ها را نشان می‌دهد که در حالت پایه قرار دارند و مداری با کمترین انرژی در بالا قرار دارند. خط سفید و خاکستری قابل مشاهده در برخی از اوربیتال مولکول‌ها، محور مولکولی است که از هسته‌ها می‌گذرد. توابع موج مداری در نواحی قرمز مثبت، و در آبی منفی هستند. ستون سمت راست اوربیتال مولکول‌های مجازی را نشان می‌دهد که در حالت پایه خالی هستند، اما ممکن است در حالت‌های هیجان‌زده اشغال شوند.

اوربیتال مولکولی (به انگلیسی: Molecular orbital) در شیمی تابع موج تعیین‌کننده سطح انرژی الکترون‌های یک مولکول است.

## ویژگی اوربیتال مولکولی
الکترون‌های اتم‌ها تشکیل دهنده یک مولکول در اوربیتال‌های مولکولی آن قرار می‌گیرند. اوربیتال مولکولی حاصل جمع یا تفاضل توابع موج دو یا چند اوربیتال اتمی است.

## انواع اوربیتال‌های مولکولی
اوربیتال‌های مولکولی را به دو نوع پیوندی و ضدّ پیوندی تقسیم‌بندی می‌کنند.

### اوربیتال مولکولی پیوندی
اگر برهم‌کنش بین اوربیتال‌های اتمی از نوع برهم کنش سازنده باشد در این صورت توابع موجی مربوط به اتمها با همدیگر جمع می‌شود و اوربیتال مولکولی حاصل شده از نوع پیوندی است.

### اوربیتال مولکولی ضدّ پیوندی
اگر برهم‌کنش بین اوربیتال‌های اتمی از نوع برهم کنش غیر سازنده یا مخرّب باشد در این صورت تفاضل توابع موجی مربوط به اتمها از همدیگر در نظر گرفته می‌شود و اوربیتال مولکولی حاصل شده از نوع ضدّ پیوندی است.

## انواع اوربیتال‌های مولکولی برحسب سطح انرژی
در شیمی بر حسب سطح انرژی اوربیتال‌های مولکولی بالاترین اوربیتال مولکولی دارای الکترون را HOMO و پایین‌ترین اوربیتال مولکولی فاقد الکترون را LUMO می‌نامند. کلمه HOMO مخفف Highest occupied molecular orbital است و کلمه LUMO مخفف Lowest unoccupied molecular orbital است.

## نمادهای اوربیتال‌های مولکولی
از نمادهای σ، π، و … برای اوربیتال‌های مولکولی پیوندی و از نمادهای *σ*، π، و … برای اوربیتال‌های مولکولی ضدّ پیوندی استفاده می‌شود.

## تشکیل اوربیتال‌های مولکولی از اوربیتال‌های اتمی
اوربیتال مولکولی σ زمانی تشکیل می‌شود که دو اوربیتال اتمی s که تقارن کروی دارند به همدیگر نزدیک شوند یا دو اوربیتال اتمی p در امتداد یکدیگر به همدیگر نزدیک شوند. در این حالت هم‌پوشانی این اوربیتال‌ها اوربیتال مولکولی σ را می‌دهد.
اوربیتال مولکولی π زمانی تشکیل می‌شود که دو اوربیتال اتمی p به صورت موازی به همدیگر نزدیک شوند. در این حالت هم‌پوشانی این اوربیتال‌ها اوربیتال مولکولی π را می‌دهد.